# La Estacada
Pour l’article homonyme, voir Estacada.
La Estacada est la capitale de la paroisse civile de Rincón Hondo dans la municipalité de Muñoz dans l'État d'Apure au Venezuela.